# Becoming (libro)
Becoming (en español: 'Mi historia') es un libro de memorias sobre la ex primera dama estadounidense Michelle Obama.
Obra de un escritor fantasma, Becoming se publicó el 13 de noviembre de 2018. En él relata sus orígenes, el hallazgo de un lugar en el mundo, la época en la Casa Blanca y su papel como madre. Fue el libro mejor vendido en los Estados Unidos en 2018, con más de dos millones de ejemplares.

## Traducciones
- en árabe: وأصبحتُ‎, translated by M. Abdul Ahad and A. Salem (Hachette Antoine, 2019: ISBN 9786144693063)
- en búlgaro: Моята история, translated by Marin Zagorchev (Softpres, 2019: ISBN 9786191515011)
- en catalán: La meva història, translated by Núria Parés Sellarès, Mar Albacar i Morgó, Esther Roig Giménez and Anna Llisterri i Boix (Rosa Vents, 2018: ISBN 9788419394149)
- en danés: Min historie (Lindhardt & Ringhof, 2018: ISBN 9788711693100)
- en neerlandés: Mijn verhaal, translated by Rob de Ridder (Hollands Diep, 2018: ISBN 9789048840762)
- en estonio: Minu lugu (Helios Kirjastus, 2018: ISBN 9789949610686)
- en finés: Minun tarinani, translated by Ilkka Rekiaro (Otava, 2018: ISBN 9789511321224)
- en húngaro: Így lettem, translated by Böbe Weisz and Éva Andó (HVG Könyvek, 2018: ISBN 9789633045725)
- en lituano: Mano istorija, translated by Inga Būdevytytė, Indrė Kaulavičiutė and Jovita Liutkutė (Alma Littera, 2018: ISBN 9786090135327)
- en persa: شدن‎, translated by Ali Salami (Mehr Andish, 2018: ISBN 9786006395715)
- en portugués: Minha História, translated by Débora Landsberg, Denise Bottmann and Renato Marques (Objetiva, 2018: ISBN 9788547000646)
- en rumano: Povestea mea, translated by Corina Hadareanu (Litera, 2018: ISBN 9789569646621)
- en español: Mi historia (Plaza & Janés, 2018: ISBN 9789569646621)